# Konjička Ljuta
Ljuta (Konjička Ljuta, Mala Ljuta) je rijeka u Bosni i Hercegovini.
Desna je pritoka Neretve u koju se ulijeva oko pet kilometara uzvodno od Konjica. Izvire u podnožju Bjelašnice, na predjelu Spiljska planina ispod Vrdolja. Na rijeci se nalazi nekoliko ribnjaka, a kod ušća u Neretvu je vojni objekt JNA D-0 ARK poznatiji kao Titov bunker.
Ovu rijeku treba razlikovati od Kalinovičke Ljute koja je desna pritoka Neretve u gornjem toku.